# 環方好美
環方好美（日语：環方このみ，8月18日—），日本漫畫家。

## 經歷
2006年以〈レンズごしのホント〉在《CiaoDX》出道，作品中常有動物出現。2020年以《ねこ、はじめました》榮獲第65屆小學館漫畫賞兒童向部門賞。

## 作品
- 十二生肖戀物語（干支☆えとせとら；2008年）
- 愛情好狗命（いっしょにかえろ。；2009年）
- 野狼少年♥小羊少女（オオカミ少年♥こひつじ少女；2012至2015年）
- 完美男友的配方（カレシ・レシピ；2015年）
- ねこ、はじめました